# 왈리드 셰디라
왈리드 셰디라(아랍어: وليد شديرة, Walid Cheddira, 1998년 1월 22일 ~ )는 모로코의 축구 선수로, 현재 스페인 라리가의 에스파뇰과 모로코 축구 국가대표팀에서 공격수로 뛰고 있다.